# Wu Zhiqiang
Wu Zhiqiang (n. 10 aprilie 1994, Tongliao⁠(d), Republica Populară Chineză) este un atlet chinez, medaliat olimpic. A participat la o ediție a Jocurilor Olimpice (2020) în care a câștigat o medalie de bronz în proba de 4x100 de metri.

## Palmares
| An   | Competiție                | Locație                | Loc | Eveniment | Note  |
| ---- | ------------------------- | ---------------------- | --- | --------- | ----- |
| 2013 | Universiada               | Kazan, Rusia           | 22  | 100 m     | 10,72 |
| 2013 | Universiada               | Kazan, Rusia           | 5   | 4×100 m   | 39,54 |
| 2015 | Ștafetele Mondiale        | Nassau, Bahamas        | 21  | 4×100 m   | 57,98 |
| 2015 | Ștafetele Mondiale        | Nassau, Bahamas        | –   | 4×200 m   | DS    |
| 2015 | Campionatul Asiei         | Wuhan, China           | 1   | 4×100 m   | 39,04 |
| 2017 | Campionatul Mondial       | Londra, Marea Britanie | 4   | 4×100 m   | 38,34 |
| 2018 | Campionatul Asiei în sală | Tehran, Iran           | 7   | 60 m      | 6,84  |
| 2019 | Campionatul Asiei         | Doha, Qatar            | 3   | 100 m     | 10,18 |
| 2019 | Campionatul Asiei         | Doha, Qatar            | 7   | 4×100 m   | DS    |
| 2019 | Ștafetele Mondiale        | Yokohama, Japonia      | 4   | 4×100 m   | 38,16 |
| 2019 | Campionatul Mondial       | Doha, Qatar            | 6   | 4×100 m   | 38,07 |
| 2021 | Jocurile Olimpice         | Tokio, Japonia         | 27  | 100 m     | 10,18 |
| 2021 | Jocurile Olimpice         | Tokio, Japonia         | 3   | 4×100 m   | 37,79 |
| 2023 | Campionatul Asiei         | Bangkok, Thailanda     | 2   | 4×100 m   | 38,87 |
| 2024 | Ștafetele Mondiale        | Nassau, Bahamas        | 6   | 4×100 m   | 38,75 |

1. ↑  Sportivul a participat doar la calificări.